# Medan Merdeka

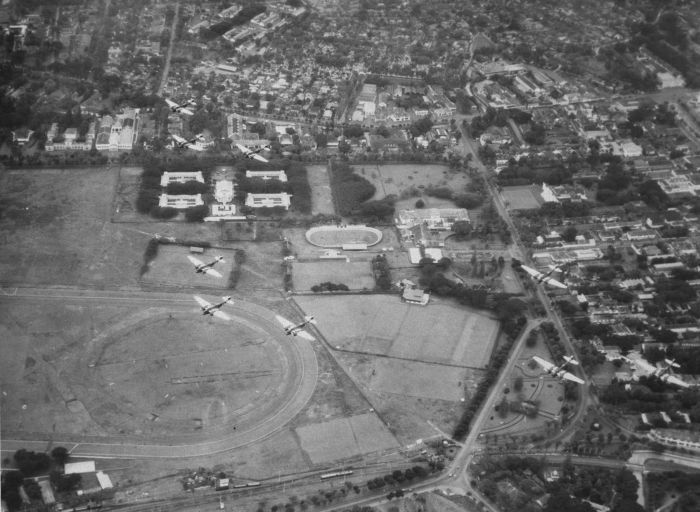
Bomber der Königlich -Niederländisch-Indischen Armee über dem Koningsplatz in Batavia.Nordseite des Platzes zwischen 1933 und 1940. Der Norden ist rechts

Der Medan Merdeka (indonesisch „Freiheitsplatz“) ist ein großer Platz im Zentrum der indonesischen Hauptstadt Jakarta. Der Platz ist ungefähr einen Quadratkilometer groß. Während der niederländischen Kolonialzeit hieß er Koningsplein („Königsplatz“).
Der Platz wird heute von bedeutenden Regierungsgebäuden umringt, wie dem Merdeka Palais, einem Gerichtsgebäude und verschiedenen Ministerien. In der Platzmitte steht das National Monument Indonesiens, das an die Unabhängigkeitsbestrebungen von 1945–1949 erinnert.

## Geschichte

### Königsplatz

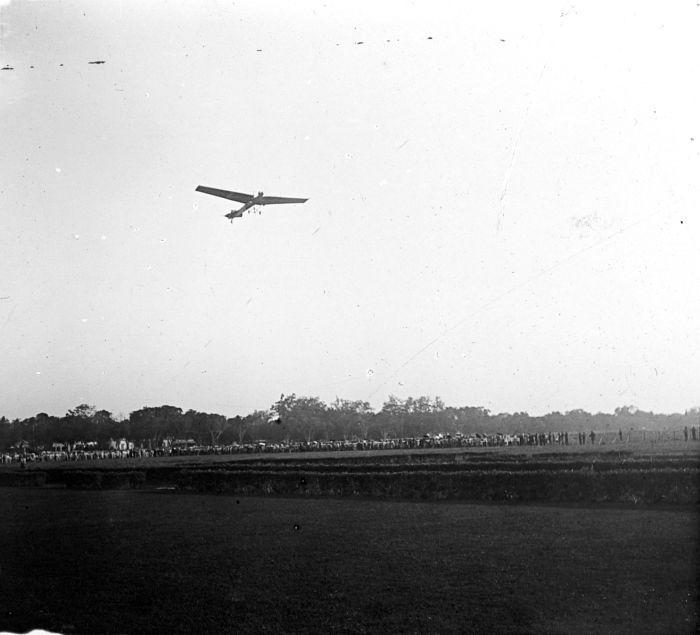
Der Koningsplein als Übungsfeld der KNIL

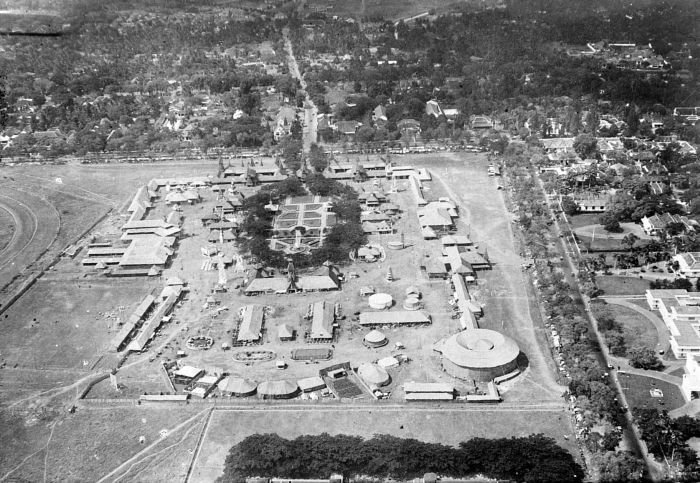
Der Jahrmarkt Pasar Gambir in der Südwestecke des Koningsplein 1930

Im späten 18. Jahrhundert, als die Kolonialverwaltung Niederländisch-Indiens aus der Innenstadt Batavias (jetzt Kota Baru) nach Weltevreden (jetzt Jakarta-Zentrum) umzog, baute man eine Anzahl bedeutender Gebäude rund um das frühere „Büffelfeld“, dem heutigen Platz. Es gab zu der Zeit zwei wichtige Plätze in Weltevreden: das Buffelsveld („Büffelfeld“) und den Waterlooplein (jetzt Lapangan Banteng). Diese Plätze wurden während der Herrschaft von Herman Willem Daendels zu Beginn des 19. Jahrhunderts angelegt; der Waterlooplein wurde der wichtigste Platz für Paraden und andere zeremoniale Gelegenheiten, während das Buffelsveld in Champ de Mars („Marsfeld“) umgetauft wurde, was dem Einfluss der Franzosen und dem Gebrauch als militärisches Übungsfeld geschuldet war. 1818, kurz nach dem Entstehen des Vereinigten Königreichs der Niederlande, wurde der Platz in Koningsplein („Königsplatz“) umbenannt und zwar in Zusammenhang damit, dass der General-Gouverneur seinen Sitz in ein neues Palais, auch bekannt, als Palais am Koningsplein verlegte. Die Kolonialverwaltung errichtete sodann auf dem Platz Sportstätten, eine Laufbahn und ein Stadion. Die örtliche Bevölkerung nannte den Platz Lapangan Gambir („Gambir-Platz“), was an den Strauch Uncaria gambir erinnert, der rund um das Feld wächst. Der Koningsplein wurde der Ort des Gambir Jaarmarkt, des pasar malam („Nachtmarkt“) und der Feiern am Koninginnedag zu Ehren Königin Wilhelminas. Seit 1921 wurde der Gambir Jaarmarkt jährlich abgehalten, was sich unter dem Namen Jakarta Fair bis heute gehalten hat. Der Name Koningsplein blieb bis zur japanischen Invasion 1942 erhalten.

### Lapangan Ikada
Während der japanischen Besetzung Niederländisch-Indiens wurde der Platz 1942 in Lapangan Ikada (eine Abkürzung von Ikatan Atletik Djakarta oder Atletiek Bond Jakarta) umbenannt. Zunächst sollte dort die Proklamation der Unabhängigkeit Indonesiens erfolgen, fand dann aber in einem Haus in Jalan Pegangsaan (jetzt Jalan Proklamasi) statt. Am 17. August 1945, hielt Soekarno seine Indonesische Unabhängigkeitserklärung verbunden mit einer antikolonialen und antiimperialistischen Ansprache.
Nach dem Zweiten Weltkrieg benannte die niederländische Kolonialverwaltung den Platz wieder zurück in Koningsplein.

### Medan Merdeka

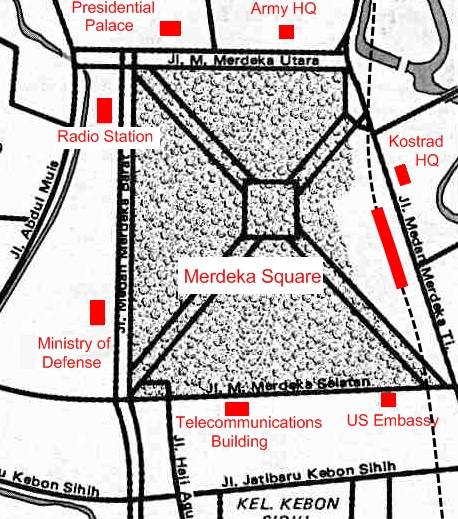
Entwurf des Medan Merdeka von 1965

Am 27. Dezember 1949 – dem Tag der Unabhängigkeit benannte Sukarno den Platz in Medan Merdeka um, was „Freiheitsplatz“ bedeutet. 1959 und 1960 wurden Architektenwettbewerbe ausgeschrieben. Sukarno war jedoch von keinem der Entwürfe überzeugt, weshalb kein Gewinner bekannt gegeben wurde. Stattdessen ließ der frühere Architekturstudent Sukarno selbstentworfene Pläne durch Architekten verfeinern. Sein Entwurf für den neuen Medan Merdeka beruhte auf einem nicht ausgeführten niederländischen Plan aus dem Jahr 1892 mit diagonalen Straßen über den Platz.
Sukarno wollte, dass das indonesische Volk und die junge unabhängige Nation nach der Unabhängigkeit etwas hatte, um stolz darauf zu sein, eine Erinnerung an den Unabhängigkeitskampf. In diesem Gedanken ließ er 1961 das Nationalmonument errichten (Indonesisch: Monumen Nasional of Monas), dass 1976 vollendet wurde. Es sollte das höchste Gebäude von Jakarta zu sein, höher als der Borobudur und größer als der Eiffelturm in Paris. Die Sportstätten ließ er beseitigen um Platz für das Monument zu schaffen.
Der Merdekaplatz wird durchkreuzt durch diagonale Straßen, die ein „X“ bilden. In der Mitte steht das National Monument. Die Straße trägt den Namen Jalan Silang Monas und scheidet den Platz in vier Teile: Nord, Ost, Süd und Westpark. Auf dem südlichen Teil fand von 1968 bis 1992 der Jakarta Fair statt. Die südwestliche Ecke beheimatete den Taman Ria Jakarta, den Vergnügungspark von Jakarta. Nord-, West- und Ostteil des Platzes sind weiterhin eine Parkanlage.
Die Gestaltung des Parks blieb von den 1970er bis 1990er Jahren relativ unverändert. Die Renovierung in den 2000er Jahren gab dem Platz die heutige Gestalt. Ziel war es die Funktion des Platzes als offener Raum und grüne Umgebung hervorzuheben. Das Gelände des Jahrmarktes und des Vergnügungsparks wurden Anfang der 1990er Jahre geschlossen und wieder in einen Park zurückverwandelt. Die Umgebung des Monuments ist für den motorisierten Verkehr gesperrt.
Nachdem 2002 Megawati zum Präsidenten gewählt worden war, ließ der Gouverneur von Jakarta, Sutiyoso, einen hohen Zaun mit bewachten Pforten um den Platz errichten. Besucher können den Platz kostenlos betreten, während Straßenverkäufer, Obdachlose, Bettler und andere soziale Randgruppen ausgeschlossen sind.

## Heutige Gestaltung
Die heutige Gestaltung fußt hauptsächlich auf dem Plan aus den 1960er Jahren mit den Platz diagonal kreuzenden Straßen besteht, die den Platz in vier Parkteile aufteilen. In der Mitte steht das Nationalmonument. Mitte der 1990er Jahre begann die Renovierung des Platzes für die Feiern zum 50. Jahrestag der Unabhängigkeit, die jedoch bis Anfang der 2000er Jahre andauerte. In diesem Rahmen wurde der Kreisverkehr weiter vom Monument entfernt verlegt, weil man Schäden am Monument durch die Erschütterungen des Verkehrs fürchtete. Später dann wurde beschlossen den Platz gänzlich vom Verkehr zu befreien. Es entstand ein größerer zentraler Park und die Asphaltstraße wurde durch eine Pflasterung mit französischen Steinen ersetzt und es entstand ein großer zentraler Platz rund um das Monument.
Der Merdekaplatz besteht aus zwei Zonen:
1. Taman Medan Merdeka (Medan Merdeka Park). In diesem Bereich befinden sich große Bäume, Teiche und Fontänen. Sie grenzen an den äußersten Rand des Parks nahe dem Fußweg zum Park.
2. Ruang Agung (Der Große Platz). Der zweite Teil ist eine große Freifläche rund um das Monument um dessen Ausstrahlung zu verbessern und es hervorzuheben. Es besteht aus Rasenflächen und Rabatten rund um das Monument bepflanzt mit bunten Blumen und dekorativen Pflanzen.

### Umgebung

Panoramaansicht von Jakarta mit dem Medan Merdeka von der Istiqlal Moskee

Der Medan Merdeka ist das Herz Jakartas und Indonesiens. Viele bedeutende Regierungsbauten und kulturelle Einrichtungen befinden sich rund um den Platz.
| Nordseite - Staatssekretariat und Bina Graha - Palais am Koningsplein (thans Istana Merdeka) - Justizpalast - Innenministerium - Heeresverwaltung - Istiqlal Moschee | Ostseite - Firmensitz der Pertamina - Hauptquartier der KOSTRAD - Immanuelkerk (vor 1946 Willemskerk genannt) - National Galerie | Südseite - US-amerikanische Botschaft - Palast des Vize-Präsidenten - das Alte Rathaus von Batavia (ehemals Sitz des Generalgouverneurs) - Ministerium für Staatsbetriebe | Westseite - Firmensitz der Indosat - Ministerium für Kultur und Tourismus - Verteidigungsministerium - National Museum - Ministerium für Kommunikation und Information van Communicatie en Informatie - Transportministerium - Verfassungsgerichtshof - Sitz des RRI (Radiosender) |